# Megachile sumatrana
Megachile sumatrana är en biart som beskrevs av Heinrich Friese 1918. Megachile sumatrana ingår i släktet tapetserarbin, och familjen buksamlarbin. Inga underarter finns listade i Catalogue of Life.